# ANOTHER GAME
ANOTHER GAME（アナザー・ゲーム）は、日本の音楽グループP-MODELの5枚目のアルバム。1984年2月25日にジャパンレコードより発売された。1989年6月25日にCD化された後、2007年4月25日にデジタルリマスタリングされ、紙ジャケット仕様で発売された。

## 概要
P-MODELのアルバムで唯一平沢以外のメンバーが楽曲制作に関わっておらず、この作品を境に平沢のワンマン・バンドとしての要素が強くなっていく。平沢は1989年の『CG年賀状』にて、その理由にマンドレイク時代からのメンバーで、平沢の片腕だった田中靖美の脱退を挙げている。平沢は田中の脱退によるバンド存続の危機をなんとか乗り越えようとしたが、その結果として自身のワンマン・バンドへと変貌していった。
平沢は後年、このアルバムについて「非常に半端なアルバムですね。あんまり記憶にないんです。」と語っており、非常に過渡期のアルバムとしている。このアルバムを製作した頃には田中はすでに脱退しているが、収録曲の殆どが田中が在籍していたころよりライブで演奏されていた楽曲である。なお、本作は田井中・菊池が参加した最後のアルバムである。また、ゲスト・ミュージシャンが参加しており、突然段ボールの蔦木栄一、非Aの高田真奈美が参加している。
本来なら1983年10月25日に発売される予定だったが、収録曲である『ATOM-SIBERIA』の歌詞の一部が「差別を助長する」とレコ倫からクレームがついた為、発売が延期された。
レコ倫からは歌詞カードを刷り直すだけで問題無しとの事であったが、レコード会社からは歌詞の修正を求められ、再レコーディングを行う事となった。なお、その後も2度発売延期を繰り返すこととなり、この事が原因でP-MODELはジャパンレコードとの契約を解消。翌年にアルファレコードと契約するまで『P-MODEL ANOTHER ACT』と称してソノシートを続けて発表することとなる。
1983年に配布されたパンフレット「ANOTHER PAPERS」付属のソノシートには、アルバム予告編として『Index P-0』と題された、今作の収録曲をカットアップした音源が収録されている。音源は後にボックスセット「太陽系亞種音」にも収録されている。

## 楽曲解説
ANOTHER GAME step1
バイオフィードバックのガイダンスが流れる。ガイダンスの声は平沢の友人が担当している。
「太陽系亞種音」のリミックスでは、ガイダンスの音声にフランジャーなどのエフェクトが加えられている。
HOLLAND ELEMENT
ターヘル・アナトミアから想起された楽曲。
平沢の楽曲でファルセットにひっくり返る唱法が初めて用いられた楽曲。当初は不本意に裏返ってしまったテイクがきっかけだったが、レコーディングに参加していた非Aの高田の勧めで採用された。
1982年に行われたライブ「突拍子のためのLesson.2」にて披露された楽曲が元となっている。こちらは平沢が制作した自作楽器であるヘヴナイザーを用いて観客の声がサンプリングされていた。当時のライブ音源が「太陽系亞種音」に『Heavenizerのための例題 1』として収録されている。
1991年の再結成時（解凍期）にリメイクされ、「LIVEの方法」に収録されている。
2021年、平沢がFUJI ROCK FESTIVALに出演した際に新たな歌詞を加えて演奏され、スタジオ録音版が「RUBEDO/ALBEDO」に収録された。
ATOM-SIBERIA
前述の通り、レコード版では歌詞の一部を修正し、再レコーディングしたものが収録されている。このバージョンは後に「太陽系亞種音」とコンピレーション・アルバム「Impossibles! 80's JAPANESE PUNK & NEWWAVE」に収録されている。
1989年・2007年に発売されたCD盤では歌詞修正前の音源が収録されている。以降、2015年に再発されたLP盤にも修正前の音源が収録されている。
解凍期にリメイクされ、「LIVEの方法」に収録されている。1994年のメンバー再編成時（改訂期）にもリメイクされ当時のライブで披露されている。
フ・ル・ヘッ・ヘッ・ヘッ
1982年発売のオムニバス盤「レベル・ストリート」に提供した曲のリメイク。今作収録のものはイントロがなく、脱退した田中に代わり三浦がキーボードを弾いている。
P-MODELのメンバーだった秋山勝彦を解雇したことで一部のファンから非難を受けるようになったため、逆にファンを刺激するための解釈不可能な曲を意図して製作された。
解凍期にリメイクされ、ライブ音源が「PAUSE」に収録されている。その後、核P-MODELでも「フ・ル・ヘッ・ヘッ・ヘッ2005」としてリメイクされ、「核P-MODELライブ達成記念」に収録されている。
2019年に初参加したFUJI ROCK FESTIVALにて、ギターとレーザーハープを携えたさらなるアレンジが為され、「RUBEDO/ALBEDO」に収録されている。
BIKE
ピンク・フロイドの「夜明けの口笛吹き」に収録されている『Bike』のカバー。歌詞は正確な和訳でなく、音の似ている日本語をそのまま当てており実質替え歌である。
1982年ごろよりライブでのレパートリーとなっていた楽曲。平沢がピンク・フロイドを演奏するのはマンドレイク時代以来となり、P-MODELのオリジナルアルバムに収録されている曲で唯一のカバー曲でもある。エレピのパートではヤマハのシンセサイザーDX7のトイピアノが使用されている。
HARM HARMONIZER
『Bike』のアウトロがモチーフとされている。ヘヴナイザーによって当時のライブがサンプリングされている。
MOUTH TO MOUTH
1983年ごろより、ライブにて「テコドントサウルス・スーパーソニック」として演奏されていた楽曲が原曲となっている。
GOES ON GHOST
1984年～1985年の横川理彦在籍時には横川の弾くバイオリンがフィーチャーされていた。横川が所属していたバンド「4-D」に因み、こちらは「4-Dバージョン」と呼ばれている。公式な音源は残されていないが、特設サイト『還弦主義8760時間』のアーカイブでライブ音源の一部が試聴できた。
後に平沢ソロ「突弦変異」でリメイクされる。
ECHOES
「不許可曲集」には没バージョンが収録されている。
平沢ソロの同名の曲（Sim City収録）とは別物。ただし、どちらの曲もピンク・フロイドのオマージュである。
AWAKENING SLEEP〜αclick
アルファ波を誘発する曲。レコード盤では溝によってエンドレス再生される仕組みになっていた。

## 収録曲
- 全編曲：P-MODEL

| #         | タイトル                                       | 作詞                           | 作曲           | 時間  |
| --------- | ---------------------------------------------- | ------------------------------ | -------------- | ----- |
| 1.        | 「ANOTHER GAME step1」                         | -                              | 平沢進         | 3:08  |
| 2.        | 「HOLLAND ELEMENT」                            | 平沢進                         | 平沢進         | 3:37  |
| 3.        | 「ATOM-SIBERIA」                               | 平沢進                         | 平沢進         | 3:49  |
| 4.        | 「PERSONAL PULSE」                             | 平沢進                         | 平沢進         | 4:24  |
| 5.        | 「フ・ル・ヘッ・ヘッ・ヘッ（FU-RU-HE-HE-HE）」 | 平沢進                         | 平沢進         | 2:41  |
| 6.        | 「BIKE」                                       | シド・バレット（訳詞：平沢進） | シド・バレット | 2:19  |
| 7.        | 「HARM HARMONIZER」                            | -                              | 平沢進         | 0:57  |
| 8.        | 「MOUTH TO MOUTH」                             | 平沢進                         | 平沢進         | 2:52  |
| 9.        | 「FLOOR」                                      | 平沢進                         | 平沢進         | 7:05  |
| 10.       | 「GOES ON GHOST」                              | 平沢進                         | 平沢進         | 4:30  |
| 11.       | 「ECHOES」                                     | 平沢進                         | 平沢進         | 3:44  |
| 12.       | 「AWAKENING SLEEP〜αclick」                    | -                              | 平沢進         | 5:25  |
| 合計時間: | 合計時間:                                      | 合計時間:                      | 合計時間:      | 44:30 |

## リリース履歴
| リリース日     | レーベル                             | 規格   | 規格品番   | 備考                                |
| -------------- | ------------------------------------ | ------ | ---------- | ----------------------------------- |
| 1984年2月25日  | ジャパンレコード                     | LP     | 28JAL-2    |                                     |
| 1989年6月25日  | WAX/徳間ジャパン                     | CD     | 27WXD-120  |                                     |
| 1994年9月25日  | WAX/徳間ジャパンコミュニケーションズ | CD     | TKCA-70480 | Q盤                                 |
| 2002年5月10日  | ケイオスユニオン/TESLAKITE           | CD     | CHTE-0008  | ボックスセット『太陽系亞種音』Disc8 |
| 2007年4月25日  | SS RECORDINGS                        | CD     | SS-903     | W紙ジャケット仕様                   |
| 2013年9月10日  | SS RECORDINGS                        | CD     | SS-903     | W紙ジャケット仕様                   |
| 2015年7月15日  | WAX/徳間ジャパンコミュニケーションズ | SHM-CD | TKCA-10134 | 紙ジャケット仕様                    |
| 2016年8月3日   | WAX/徳間ジャパンコミュニケーションズ | LP     | TKJA-10084 |                                     |
| 2018年2月25日  | SS RECORDINGS                        | CD     | SS-903     |                                     |
| 2018年10月10日 | SS RECORDINGS                        | CD     | SS-903A    | W紙ジャケット仕様、アンコールプレス |
| 2021年3月20日  | SS RECORDINGS                        | UHQ-CD | SS-1005A   | ANOTHER GAME +1TRACK                |

## 参加ミュージシャン
- 平沢進 - ボーカル、ギター、シンセサイザー、ヘヴナイザー
- 菊地達也 - ベース、バックグラウンド・ボーカル
- 三浦俊一 -  キーボード、ピアノ
- 田井中貞利 - ドラムス、リアルドラムプログラミング
- Toshinobu Kyozima - ボイス(「ANOTHER GAME step1」)
- 蔦木栄一 - シロフォン、木鼓(「FLOOR」)
- 高田真奈美 - バックグラウンド・ボーカル(「MOUTH TO MOUTH」)